# Ordre décurional
 (juillet 2025).
Si vous disposez d'ouvrages ou d'articles de référence ou si vous connaissez des sites web de qualité traitant du thème abordé ici, merci de compléter l'article en donnant les références utiles à sa vérifiabilité et en les liant à la section « Notes et références ».
L'ordre décurional (en latin ordo decurionum, littéralement « ordre des décurions »), est une catégorie sociale romaine, comme le sont l'ordre sénatorial et l'ordre équestre). Ordre subalterne, il concerne non pas l'empire dans son ensemble, mais les municipes romains, et les critères de fortune sont moins élevés que ceux des ordres sénatorial et équestre.

## Contexte: les différents statuts des cités de l'empire
Dans l'empire romain, il existe plusieurs catégories de cités (civitates), en dehors de la cité de Rome : 
- des cités de droit romain, dont les citoyens sont citoyens romains, par exemple la cité de Lugdunum (Lyon) fondée en 43 av. J.-C. par Munatius Plancus, qui devient la capitale de la Gaule conquise par César ;
- des cités de droit latin, dont les citoyens sont citoyens de droit latin ;
- des cités alliées (par exemple la cité des Rèmes en Gaule) dont les citoyens sont pérégrins ;
- des cités tributaires (par exemple la cité des Vénètes, qui a combattu César pendant la guerre des Gaules), dont les citoyens sont aussi pérégrins, mais ont des impôts plus lourds à verser au fisc impérial.

Les cités ne sont pas dirigées par des magistrats romains, qui ne se trouvent qu'au niveau des provinces (par exemple, la Gaule chevelue jusqu'au règne d'Auguste, puis les trois provinces de Lyonnaise, de Belgique et d'Aquitaine, et beaucoup plus à partir de la réforme de Dioclétien), mais par des notables locaux, membres de l'élite ralliée à la domination romaine.
Au fur et à mesure que l'empire s'étend, les cités proches de Rome voient leur statut s'améliorer : sous le règne d'Auguste, toutes les cités d'Italie sont de droit romain, après avoir obtenu le droit latin vers 80 av. J.-C.
Dans les cités n'ayant pas encore le droit romain, les décurions sont les mieux placés pour devenir citoyens romains à titre individuel, mais héréditaire.

## Conditions d'accès
Pour être décurion, il faut :
- être citoyen latin ou romain
- être âgé d'au moins 25 ans
- ne pas être frappé d'infamie
- avoir le cens minimum pour assumer la summa honoriaria, garantie liée à la fonction publique. Il dépend de la ville : 20 000 sesterces pour les cités modestes à 100 000 pour Côme ou l'équivalent du cens équestre à Tarragone ou Gadès.

Quelle que soit la taille des cités, l'ordre contenait habituellement 100 membres, ce qui explique pourquoi il était beaucoup plus facile d'y entrer dans les petites villes.
Le nombre de décurions dans l'empire romain à l'époque de la « paix romaine » est évalué[Par qui ?] à 150 000, soit 0,2 à 0,3 % de la population, en incluant leurs familles.
Les décurions doivent posséder un certain cens, c'est-à-dire pouvoir justifier d'un certain patrimoine foncier. Le niveau de ce cens varie selon les cités, il peut être très élevé pour les cités les plus importantes et les plus riches. Les décurions constituent donc en général le sommet de la classe dirigeante locale des propriétaires fonciers, ce sont les notables de la cité, le cœur de l'élite locale. Certains personnages cependant bénéficient d'une immunité et sont dispensés de siéger dans la curie : ce sont les vétérans militaires et certains médecins. Le cens ne suffit cependant pas : le décurion doit aussi pouvoir se justifier d'une certaine honorabilité. En particulier il doit être un ingénu, c'est-à-dire quelqu'un de naissance libre : sauf exception majeure les affranchis ne peuvent donc pas être nommés décurions. On retrouve en général les affranchis les plus riches de la cité dans le collège des Augustales, ou sévirs Augustales, comme c'est le cas pour le personnage de Trimalcion. Lorsque l'on est nommé décurion, comme lorsque l'on reçoit une magistrature locale, l'on est tenu de verser une certaine somme d'argent au trésor de la cité, c'est la « somme honoraire ». Son niveau est variable selon les cités, pour les plus grandes cités elle peut facilement atteindre plusieurs milliers de sesterces. Enfin par l'attribution des ornements décurionnaux (chaise curule et toge prétexte), la curie peut autoriser un personnage à porter les signes distinctifs de l'ordo, à se voir reconnaître une dignité équivalente à ses membres et éventuellement à siéger avec les décurions sans en être un. Cette mesure purement honorifique permettait de remercier des personnages extérieurs à la cité (fonctionnaires impériaux, marchands, artistes-pantomimes) ou des personnages de la cité qui avaient joué un rôle important mais ne pouvaient pas siéger à la curie soit en raison de leur statut (affranchis) soit en raison d'une immunité.

## L'ordre des décurions et son rôle réglementaire
Les décurions se rassemblent régulièrement dans la curie de leur cité. Ils forment l'ordre des décurions (ordo), souvent[pas clair] qualifié de splendidissimus (« très splendide »), l'équivalent local du sénat. C'est en son sein que sont élus les magistrats : les édiles, chargés de la police des marchés et de la voirie, les duumvirs, magistrats ayant des attributions judiciaires, et les duumvirs quinquennaux, élus tous les cinq ans et assurant des fonctions censoriales. L'ordo des décurions doit gérer les finances (pecunia publica) et le territoire de la cité, assurer l'ordre public et les relations avec le pouvoir central.
À cette fin, l'ordo prend des décrets. Ces décrets étaient archivés dans le tabularium de la cité, qui contenait aussi les comptes-rendus des séances du conseil des décurions : le scribe de la cité assurait la sténographie des séances et la mise au net. Le scribe occupait une fonction subalterne, et bien qu'ayant une certaine distinction, il était normalement d'un rang bien inférieur aux décurions. Ces archives ont été presque toutes perdues, sauf en Égypte où quelques papyrus en ont conservé des fragments. Des inscriptions cependant peuvent en reproduire des extraits. Ainsi une inscription de Sala, vers Rabat dans l'actuel Maroc conserve le décret pris par l'ordo de la cité en l'honneur d'un chevalier romain qui dirigeait la garnison locale, vers 144. Les décurions proposent de lui ériger une statue et d'envoyer une ambassade à Rome pour faire son éloge auprès de l'empereur. Cependant, le gouverneur de la province ne semble pas avoir autorisé ces honneurs, et les décurions se contentèrent de faire graver le texte du décret sur la base d'une statue déjà élevé pour le personnage.
Les décurions et les magistrats étaient responsables des biens communs de la cité. Toute aliénation de ces biens devait être effectuée à la suite d'un décret. L'érection d'une statue ou d'une inscription sur une rue ou une place de la cité nécessitait une telle aliénation du sol public de la cité : un décret devait donc être pris par l'ordo pour donner le lieu aux dédicants de l'inscription. C'est l'attestation la plus courante des décrets des décurions qui nous a été conservée par les inscriptions latines, sous la forme abrégé : « L D D D » (loco dato decreto decurionum, lieu donné par décret des décurions). Par ce biais juridique l'ordo contrôlait donc aussi la possibilité de rendre des hommages publics : il pouvait exploiter ce pouvoir à des fins d'auto-représentation et de légitimation sociale.

## Le milieu social des décurions
Il est difficile de dire si la couche sociale des décurions était ouverte ou fermée, et difficile aussi de savoir dans quelle mesure elle était ouverte à l'ascension sociale. Quelques exemples célèbres sont connus, comme le moissonneur de Mactaris en Afrique romaine, qui commença sa vie au IIIe siècle comme ouvrier agricole et finit décurion de sa cité. Peut-être n'était-il qu'une exception brillante. Certaines familles cependant ont siégé dans la curie de leur cité des générations durant : le prestige des fonctions municipales se transmettait, semblant presque héréditaire. L'entrée d'une famille de notables municipaux dans les élites impériales (ordre équestre, puis ordre sénatorial) l'éloignait cependant des affaires proprement locales. Elle pouvait néanmoins fournir des patrons à l'ordo ou à la cité. Nous savons ainsi, par une lettre de Fronton, comment le conseil des décurions de Cirta le sollicita pour être le patron de la cité. Tous les décurions n'étaient pas cependant aussi proches des élites impériales. Dans les petites cités des provinces danubiennes les décurions apparaissent peu dans les inscriptions qui nomment aussi souvent le scribe, le secrétaire de l'ordo ; la fonction subalterne semble avoir eu ici une forte importance en présence de décurions peu romanisés ou absents. Le nombre de décurions connus pour les cités de l'empire est variable, il dépend des pratiques épigraphiques : plus une cité a laissé d'inscriptions, meilleures sont nos chances de connaître la composition de son élite municipale. Le nombre de décurions dans la curie variait aussi en fonction de l'importance de la cité, ils étaient en général quelques dizaines, approchant parfois la centaine, voire plus pour les cités les plus grandes. La liste des décurions était établie par les duumvirs quinquennaux : c'est l'album municipal. Les quinquennaux vérifiaient les conditions de cens et d'honorabilité, remplaçaient les décurions morts ou déchus. Nous ne possédons que deux albums municipaux dans leur intégralité : l'un à Timgad en Afrique et l'autre à Canusium en Italie : les décurions y sont nommés en respectant un ordre hiérarchique décroissant. Enfin, l'appartenance au corps des décurions donnait la citoyenneté romaine dans les cités de droit latin majeur avant 212 et l'édit de Caracalla qui donna la citoyenneté à tous les libres de l'empire. Dès lors que la citoyenneté ne fut plus une marque discriminante, la distance sociale se manifesta par d'autres biais : les décurions faisaient partie des honestiores, par opposition aux humiliores — les plus pauvres : leur richesse et leur honorabilité leur donnaient des privilèges juridiques et les protégeaient des peines infamantes.

## Carrière municipale etévergétisme

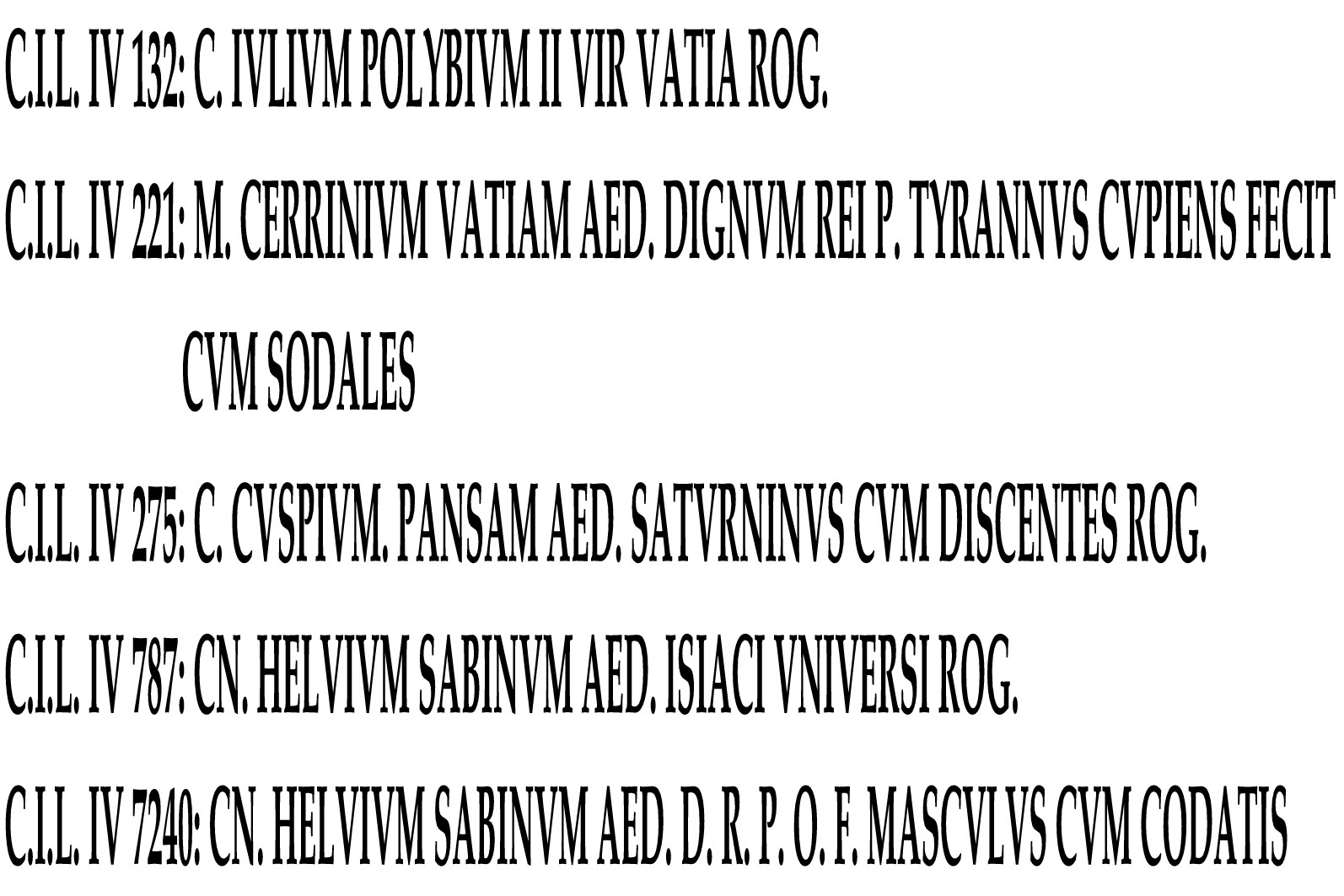
Inscriptions électorales de Pompéi.

C'est la position dans la carrière des honneurs locaux qui donnait une place plus ou moins élevée dans l'album, à l'image de la pratique du sénat romain. Les magistratures municipales étaient en nombre restreint : édilité et duumvirat, mais des prêtrises complétaient le cursus : pontificat, augurat, flaminat. Le mode de désignation pouvait varier mais l'existence d'élections et de campagnes électorales est bien attestée dans de nombreuses cités et bien visible à Pompéi par les graffitis soutenant tel ou tel candidat. Cela soulève la question des rapports entre les décurions et le peuple de la cité, le populus, encore appelé parfois plebs, la plèbe. Des différences régionales ont peut-être existé, et les inscriptions d'Afrique semblent montrer dans cette région un rôle plus grand du peuple face aux décurions. Pour être élu, le décurion candidat pouvait espérer gagner des suffrages en faisant œuvre d'evergète : il pouvait offrir à sa cité un monument, ou de l'argent. Il pouvait avant son élection promettre un don à la cité, qui s'ajoutait à la somme honoraire. Cette pratique appelée pollicitatio doit être différenciée de l'évergétisme spontané car une fois faite, elle valait engagement légal et le don promis devait être versé dans des délais définis par la loi, la cité pouvant réclamer des intérêts en cas de retard. On voit ainsi que les finances des cités dépendaient très largement de la richesse de ses décurions et de leur implication dans la vie civique, de l'émulation qui les animait, du faste qu'ils souhaitaient déployer autour de leur charge, de la pression de leurs pairs ou de la foule sur leur générosité. Deux risques existaient dans un tel système : d'une part que le souci de paraître lance les décurions dans des dépenses inconsidérées, d'autre part que les décurions finissent par apparaître comme des vaches à lait et soient trop sollicités ou estiment qu'il valait mieux pour eux ne plus contribuer aussi largement, problèmes qui semblent s'être posés plus fortement durant l'antiquité tardive lorsque les empereurs cherchèrent à mettre les cités plus lourdement à contribution.

## Ingérence du pouvoir central
Comme on l'a vu, le gouverneur de la province, ou en Italie le juridique de la région pouvait intervenir dans la vie de l'ordo, contrôler notamment les constructions décidées par le conseil, comme cela est attesté par la correspondance de Pline le Jeune, ou avoir à trancher dans un litige, comme lorsque vers 165, le juridique Arrius Antoninus eut à se prononcer sur l'exclusion d'un décurion du conseil de la cité de Concordia. Seules les rares cités libres échappaient à cette possible ingérence.
Lorsque le conseil des décurions s'était avéré incapable de gérer correctement les finances de la cité, l'empereur nommait un curateur, et la cité et les décisions du conseil étaient désormais placées sous la tutelle de ce curateur (curator rei publicae). La fonction apparaît au début du IIe siècle, mais ne commence à devenir réellement courante qu'avec le règne de Marc Aurèle.
Longtemps vu comme un signe de l'ingérence du pouvoir impérial dans le monde des cités, les rapports entre le curateur et les décurions ont été réexaminés en détail par les travaux de François Jacques. Il en ressort que, sous le Haut-Empire, le curateur pouvait exercer un contrôle lointain, et que si la tutelle sur les finances permettait à l'empereur de conserver des ressources fiscales, elle n'a pas eu le caractère brutal qu'une historiographie trop hâtive à voir le déclin des cités a décrit.

## Une dégradation dans l'antiquité tardive?
À l'époque tardive, après le IVe siècle, le rôle et le statut des curiales semble s'être dégradés. Les contribuables qui ne paient pas sont jetés en prison, frappés de verges, vendus comme esclaves, voire condamnés à mort (sous Valentinien Ier). On confisque leurs biens. L’État se retourne contre les curiales. Devant l’échec des curiales à faire rentrer l’impôt, l'État se retourne contre ses fonctionnaires qui cherchent à fuir en se cachant, se réfugiant au désert, dans l’armée, l’administration ou l’Église. Le pouvoir central, pour les maintenir à leur poste, leur fait la chasse : interdiction d’entrer dans l’armée ou dans l’administration, de se faire tabellions, fabricants d’armes, avocats, de se retirer à la campagne sous peine de confiscation de leurs biens ruraux, perquisitions dans les couvents. Leurs biens sont saisis et affectés en garantie à l’entrée normale des impôts.
L’État cherche à augmenter l’effectif des curiales en recrutant tous ceux qui possèdent le cens requis par la loi, ceux qui ont recueilli des biens provenant de curiales (héritage, legs, fidéicommis, donations), ceux qui exercent certaines professions semblent qualifiés pour les fonctions de curiales, ceux qui ont quitté leur cité d’origine pour en éviter les charges et certaines catégories de condamnés, comme les fils de soldats qui se mutilent pour échapper au service militaire. Il faut cependant relativiser en partie ces témoignages issue d'une tradition historiographique qui insistait sur les côtés les plus sombres de l'antiquité tardive.